# Gogol Bordello
Gogol Bordello – nowojorski zespół muzyczny, grający żywiołowego punk rocka z domieszką muzyki cygańskiej.
Zespół został założony w 1999 r. przez pochodzącego z Ukrainy Eugene’a Hütza. Początkowo zespół nazywał się Hütz and the Béla Bartóks, lecz lider zespołu (Hütz) stwierdził, że „nikt w Stanach nie będzie wiedział, kim do cholery był Béla Bartók”. Aktualna nazwa zespołu odnosi się do rosyjsko-ukraińskiego poety Nikołaja Gogola oraz potocznej nazwy domu publicznego.
Pierwszy singel zespołu ujrzał światło dzienne w 1999 r. 
Zespół jest dobrze znany w Europie i USA (grał z takimi zespołami jak Primus czy Flogging Molly). W 2004 r. nagrał płytę „J.U.F.” wydaną w Tel Awiwie (Izrael) z synem rumuńskiego emigranta Tamirem Muskatem, członkiem dua Balkan Beat Box. Album utrzymany był w podobnej konwencji muzycznej co poprzednie wydawnictwa grupy.
Muzyka zespołu została wykorzystana w kilku filmach, między innymi w komediodramatach: „Mądrość i seks” z 2008 roku – w reżyserii Madonny oraz „Wszystko jest iluminacją” Liev Schreibera z 2005 roku.
Fragmenty ich utworu „Super Taranta!” zostały natomiast wykorzystane podczas ceremonii otwarcia Mistrzostw Europy w Piłce Nożnej 2012 na Stadionie Narodowym w Warszawie.

## Muzycy

### Obecny skład zespołu
- Eugene Hütz – wokal, gitara akustyczna (Ukraina)
- Siergiej Riabcew – skrzypce, chórki (Rosja)
- Pedro Erazo – instrumenty perkusyjne, MC (Ekwador)
- Vanessa Walters – perkusja, chórki, taniec
- Boris Pelekh – gitara, chórki (Rosja)

### Byli członkowie
- Pamela Racine – perkusja, chórki, taniec USA (1999-2017)
- Elizabeth Sun – instrumenty perkusyjne, chórki, taniec (Szkotka z chińskimi korzeniami) (2004–2016)
- Jurij Lemeszew – akordeon, chórki (Rosja) (2001–2013)
- Oren Kaplan – gitara, chórki (Izrael) (2000–2012)
- Eliot Ferguson – perkusja, chórki (USA) (1999-2009)
- Pasha Newmer – chórki, akordeon – (Białoruś) (2013–2018)
- Oliver Charles – perkusja (USA) (2009-2016)
- Alfredo Ortiz – perkusja (USA)
- Thomas Gobena (Tommy T) – gitara basowa, chórki (Etiopia)

## Dyskografia
- Voi-La Intruder (1999)
- Multi Kontra Culti vs. Irony (wrzesień 2002)
- Gogol Bordello vs. Tamir Muskat – J.U.F (2004)
- East Infection (styczeń 2005)
- Gypsy Punks: Underdog World Strike (sierpień 2005)
- Super Taranta! (lipiec 2007)
- Trans-Continental Hustle (kwiecień 2010)
- Моя Цыганиада  (2011)
- Pura Vida Conspiracy  (2013)
- Seekers and Finders (2017)
- Solidaritine (2022)

## Koncerty w Polsce
Zespół wystąpił po raz drugi (pierwszy koncert miał miejsce w CDQ w 2001) w Polsce 5 kwietnia 2002 w warszawskim klubie CDQ na koncercie zorganizowanym przez Centrum Sztuki Współczesnej. Drugi raz zespół pojawił się w Polsce 5 kwietnia 2008 w ramach XXIX Przeglądu Piosenki Aktorskiej we Wrocławiu. 8 grudnia 2009 Gogol Bordello koncertowali w warszawskiej Stodole, natomiast 9 grudnia 2009 w krakowskiej Rotundzie. 21 czerwca 2011 zespół ponownie wystąpił w warszawskiej Stodole w ramach festiwalu Rock in Summer. Wystąpił także na Heineken Open’er Festival 4 lipca 2012 i 4 grudnia 2014 również w warszawskiej Stodole. Kolejny koncert grupy miał miejsce 16 sierpnia 2018 podczas IX edycji Cieszanów Rock Festiwal. Następny koncert odbył się 1 sierpnia 2019 roku w trakcie XXV Pol’and’Rock Festival. Ostatno zespół wystąpił 16 czerwca 2022 ponownie w warszawskiej Stodole i 18 czerwca 2022 we Wrocławiu w Centrum Koncertowym A2.